# Sealab 2020
Sealab 2020 ist eine US-amerikanische Zeichentrickserie. Der Hanna-Barbera-Serie von 1972 vorrangig für Kinder. Eine adult-swim nicht für Kinder geeignete abridge version namens Sealab 2021 wurde 2000 veröffentlicht.

## Inhalt
Die Serie spielt in dem Sealab, einer wissenschaftlichen Einrichtung zur Erforschung des Meeres und zur Rettung der Welt. Angeführt von Captain Murphy.

### Hauptfiguren
- Captain Hazel „Hank“ Murphy ist der Anführer der Besatzung. Er wirkt senil und folgt fast ausschließlich eigenen Interessen, welchen die Crew auch anstandslos Folge leisten muss. Einmal von einer Idee besessen, führt er damit meist die ganze Station ins Chaos. Für sein Amt als Captain ist er in mehrerlei Hinsicht ungeeignet, ist er sich teilweise sogar nicht einmal seiner Funktion bewusst. Er handelt stets nach Intuition und kann den behandelten Themen auf der Station nur selten folgen.
- Doctor Quentin Q. Quinn ist ein Wissenschaftler mit hoher Fachkompetenz, jedoch hat er es trotz einem IQ von 260 und gesundem Menschenverstand nicht leicht.
- Debbie DuPree (auch bekannt als White Debbie) ist Meeresbiologin, eine hübsche Blondine und neben einer anderen Frau namens „Debbie“ das einzige weibliche Mitglied der Besatzung.
- Debbie Love (auch bekannt als Black Debbie) ist die Lehrerin der Station. Sie und Quinn sind die einzigen afroamerikanischen Figuren der Station.
- Derek „Stormy“ Waters ist der Schönling unter den Hauptfiguren. Darüber hinaus ist er der festen Überzeugung, das cleverste Mitglied der Besatzung zu sein.
- Jodene Sparks ist der sarkastische, sadistische, egoistische Pläne schmiedende Bordfunker. Er teilt sich auf der Brücke den Platz mit Captain Murphy. Er wird nie stehend oder gehend, sondern ausschließlich sitzend dargestellt. Sein Headset ist sein ständiger Begleiter.
- Marco Rodrigo Diaz de Vivar Gabriel Garcia Marquez ist der Bordingenieur und Möchtegern-Latin-Lover. Die Inhalte seiner Aussagen sind meistens leer und zielen hauptsächlich auf seine Herkunft ab. Er besitzt ein großes Vokabular an Flirtsprüchen und setzt dieses auch bei jeder Gelegenheit ein. Marco ist besonders eitel und verfügt über einen hypertrophischen Muskelkörper.
- Hesh Hepplewhite arbeitet im Reaktorraum. Aufgrund seiner hohen Stimme nimmt ihn quasi niemand der Besatzung wirklich ernst. Auch seine Interessen sind vergleichbar mit denen eines pubertierenden Jungen.
- Captain Bellerophon „Tornado“ Shanks Er ist ehemaliger Football-Trainer und folgt Captain Murphy.

## Episoden
Die Serie umfasst 13 + 2 unausgestrahlte Folgen in einer Staffel.

## Synchronisation
- Ross Martin als Paul Williams
- John Stephenson als Captain Michael "Mike" Murphy
- Josh Albee als Robert Murphy
- Pamelyn Ferdin als Sally Murphy
- William Callaway als Lieutenant Sparks
- Jerry Dexter als Hal Bryant
- Ann Jillian als Gail Adams
- Ron Pinkard als Ed Thomas
- Olga James als Mrs. Thomas
- Gary Shapiro als Jamie

Weitere Stimmen:
- John Stephenson als Quincy Jones
- Mike Road als Matthew Mills
- Casey Kasem als Craig Bracken
- Don Messick als Lawrence Cummings

Anmerkung: Ed und Mrs. Thomas sind Mutter und Sohn.